# Khruangbin
I Khruangbin (pronunciato KRUNG-bin) sono un gruppo musicale statunitense originario di Houston, nel Texas, composto da Laura Lee al basso, Mark Speer alla chitarra e Donald "DJ" Johnson Jr.alla batteria. La band è nota per la fusione di influenze musicali molto diverse tra loro, come la musica soul classica, la dub e la musica psichedelica. Il loro album di debutto, The Universe Smiles Upon You (2015), attinge alla storia della musica thailandese negli anni '60, in particolare da Luk Thung, mentre il loro secondo album Con Todo El Mundo (2018), ha influenze spagnole e mediorientali. Speer, Lee e DJ ospitano anche il programma radiofonico "AirKhruang" su NTS Radio e Facebook Live. Il terzo album pubblicato nel 2020 porta il titolo di Mordechai.

## Storia
Speer e Johnson si sono conosciuti nel 2004, mentre suonavano nella band gospel St. John's Methodist Church di Rudy Rasmus a Houston, in Texas. La chiesa impiegò Speer come chitarrista e Johnson come organista.
Nel 2007 Speer ha incontrato Laura Lee, con la quale inizialmente ha condiviso l'amore per la musica afghana e l'architettura mediorientale. Nel 2009, Lee ha iniziato a suonare il basso con la guida di Speer, e dopo aver fatto pratica per sei mesi, ha fatto un provino ottenendo il posto come bassista di Yppah nel suo tour. Speer già suonava come chitarrista per Yppah e aveva incoraggiato Lee a fare un provino. Nel 2010 sia Lee che Speer andarono in tour con Yppah aprendo i concerti di Bonobo.
Il tour ha motivato i due a fare musica insieme più seriamente portandoli a formare la band Khruangbin. Speer e Lee hanno utilizzato un granaio come luogo per le prove della band e per mettere a punto il proprio suono psichedelico e ricco di bassi, caratteristica peculiare della band. Il granaio, situato nella piccola cittadina di Burton in Texas, sarebbe diventato anche il sito di tutte le sessioni di registrazione dei Khruangbin. Successivamente chiesero a Johnson di unirsi alla band come batterista per suonare semplici break-beat sotto la chitarra e il basso.  La band ha stretto un rapporto di lavoro a lungo termine con l'ingegnere del suono e produttore di Houston Steve Christensen.
Quando si presentò l'occasione di suonare il loro primo concerto, Lee, che all'epoca stava imparando a parlare tailandese, scelse di usare come nome della band la sua parola tailandese preferita, ovvero "khruangbin", che significa letteralmente "motore volante", o "aeroplano". Speer spesso ripete che, se avessero avuto la lungimiranza di prevedere il successo della band, non avrebbero dovuto scegliere un nome così difficile da pronunciare. Il nome della band simboleggia l'insieme internazionale di influenze che hanno plasmato la formazione della band.
Un aspetto fondamentale dell'immagine visiva della band, sono le parrucche nere che Lee e Speer indossano sul palco e durante le interviste promozionali e i servizi fotografici. In origine, durante i primi tour, questo stratagemma li aiutava a spostarsi dal palco allo stand del merchandising senza essere riconosciuti.

## Carriera
Dopo un tour con Bonobo, l'artista ha aggiunto nella sua compilation Late Night Tales  del 2014 una canzone prodotta con i Khruangbin, "Calf Born in Winter". La canzone è diventata una delle tracce più popolari del disco, contribuendo così a creare alla band un pubblico iniziale per il loro primo, History of Flight, e il disco di debutto, The Universe Smiles Upon You uscito nel 2015.
Nel gennaio 2018, i Khruangbin hanno pubblicato il loro secondo album, Con Todo El Mundo. Il titolo dell'album è stato ispirato dal nonno messicano-americano di Laura Lee, che spesso le chiedeva: "Come mi ami?" ( "¿Cómo me quieres?" ), e che accettava solo una risposta, "Con todo el mundo" o, in italiano, "con tutto il mondo".
La band ha affermato che il titolo della pubblicazione è anche un riferimento alla vasta gamma di influenze musicali che lo hanno ispirato, principalmente dal Medio Oriente. Poco prima dell'uscita dell'album la band ha anche rilasciato una cover di Ma Beham Nemiresim di Googoosh, una popolare cantante iraniana, per la compilation Artists Rise Against Islamophobia, e ha creato una playlist specifica per Teheran su Spotify, oltre a molte altre playlist specifiche per ogni città.
Nel 2018, i Khruangbin hanno registrato dal vivo per Spotify un arrangiamento della canzone indiana Khuda Bhi Aasman Se, interpretata da Mohammed Rafi nel film Dharti (1970), un classico del film di Bollywood .
Hanno anche suonato all'apertura dei concerti di Leon Bridges nel suo recente tour del 2018, così come per il tour di Trey Anastasio nel 2019. Nel 2020, il gruppo è apparso sulla copertina di Relix .

## Stile
Il genere musicale dei Khruangbin è un argomento molto dibattuto tra i critici. Composto da brani musicali di stile per lo più strumentale, il suono della band è stato descritto come soul, surf, psichedelico e funk, e un sito web li etichetta pure come "elettronici". Il termine più comunemente usato per descrivere la musica dei Khruangbin è il funk thailandese, anche se i membri della band stessi sfidano la convenzione dei generi, rifiutando pubblicamente di essere classificati in una particolare etichetta. Come ha notato il giornalista musicale Rob Shepherd per PostGenre, "Il nome Khruangbin, che si traduce in motore volante o aeroplano in tailandese, è perfetto per definire la loro musica, poiché essa spesso attraversa confini e culture".      

## Formazione
- Laura Lee – basso, voce
- Mark Speer – chitarre, voce
- Donald "DJ" Johnson – batteria, tastiere, voce

## Discografia

### Album in studio
- 2015 – The Universe Smiles upon You
- 2018 – Con Todo el Mundo
- 2019 – Hasta El Cielo
- 2020 – Mordechai
- 2022 – Ali con Vieux Farka Touré
- 2024 - A la Sala

### EP
- 2014 – The Infamous Bill
- 2015 – History of Flight
- 2020 – Texas Sun (con Leon Bridges)
- 2022 – Texas Moon (con Leon Bridges)